# Museo Nacional de Filipinas
El Museo Nacional de Filipinas es el depósito oficial establecido en 1901 como museo de historia natural y etnografía de Filipinas. Su edificio lo diseñó el arquitecto estadounidense Daniel Burnham en 1918 y se encuentra junto al Parque Rizal, cerca del barrio histórico de Intramuros (Manila). El edificio adyacente, el antiguo Ministerio de Finanzas, en el círculo de Agrifina del Parque Rizal, es ahora el Museo del Pueblo Filipino que contiene la división de antropología y arqueología. Entre los cuadros más conocidos de su colección está el Spoliarium, obra del patriota filipino Juan Luna.